# Agua Prieta
Agua Prieta é um município do estado de Sonora, no México. Com uma população de 79.000 habitantes.